# Président à mortier
Sous l'Ancien Régime français, les présidents à mortier sont, au sein des parlements, des présidents de chambre.
Chaque parlement était présidé par un « premier président » nommé par le roi et était divisé en plusieurs chambres (chambre civile, chambre pénale, chambre commerciale, chambre du commerce maritime, etc.). La plus prestigieuse de ces chambres est appelée la « Grand'Chambre ». 
Le président qui la préside est le Président à mortier, du nom du « mortier » (une toque de velours noir bordée d'or). 
Le Dictionnaire universel de Furetière précise qu'au temps de Louis XIV, il y a dix présidents à mortier au Parlement de Paris, y compris le premier président.
La charge de président à mortier est vénale, c'est-à-dire achetable et transmissible librement, sous la condition de payer un droit de mutation au souverain. Néanmoins, pour exercer réellement la charge, il faut être agréé par le parlement sous la forme d'un examen juridique. L'office est donc théoriquement réservé au titulaire de grades universitaires en droit. La charge confère, au bout de vingt années d'exercice, la noblesse héréditaire, mais le système de l'hérédité fait qu'elle n'est exercée, le plus souvent, que par des personnes déjà nobles.

Ornements extérieurs des Présidents à mortier au XVIIIe siècle.

Dans la justice judiciaire contemporaine, l'équivalent de cette fonction au sein des cours d'appel est celle de « Premier président de chambre ».

## Héraldique
Les présidents à mortier disposaient ainsi leurs armoiries:
- dans une robe écarlate doublée d'hermine,
- mise en forme de manteau ducal,
- avec les crochets d'or sur l'épaule,
- surmontées d'un mortier de velours noir (avec un seul ruban d'or pour les présidents, et 2 rubans d'or pour les premiers présidents),
- le mortier posé dans une couronne ducale.

C'est Pomponne II de Bellièvre (1606-1657), marquis de Grignon, premier président à mortier au Parlement de Paris, qui introduisit le manteau de forme ducal dans les armoiries des présidents à mortier.

### Manteaux et toques

Manteau de président à mortier au XVIIIe siècle
Manteau de président à mortier et marquis XVIIIe siècle
Manteau de président à mortier et comte XVIIIe siècle
Manteau de président à mortier et baron au XVIIIe siècle

## Illustration

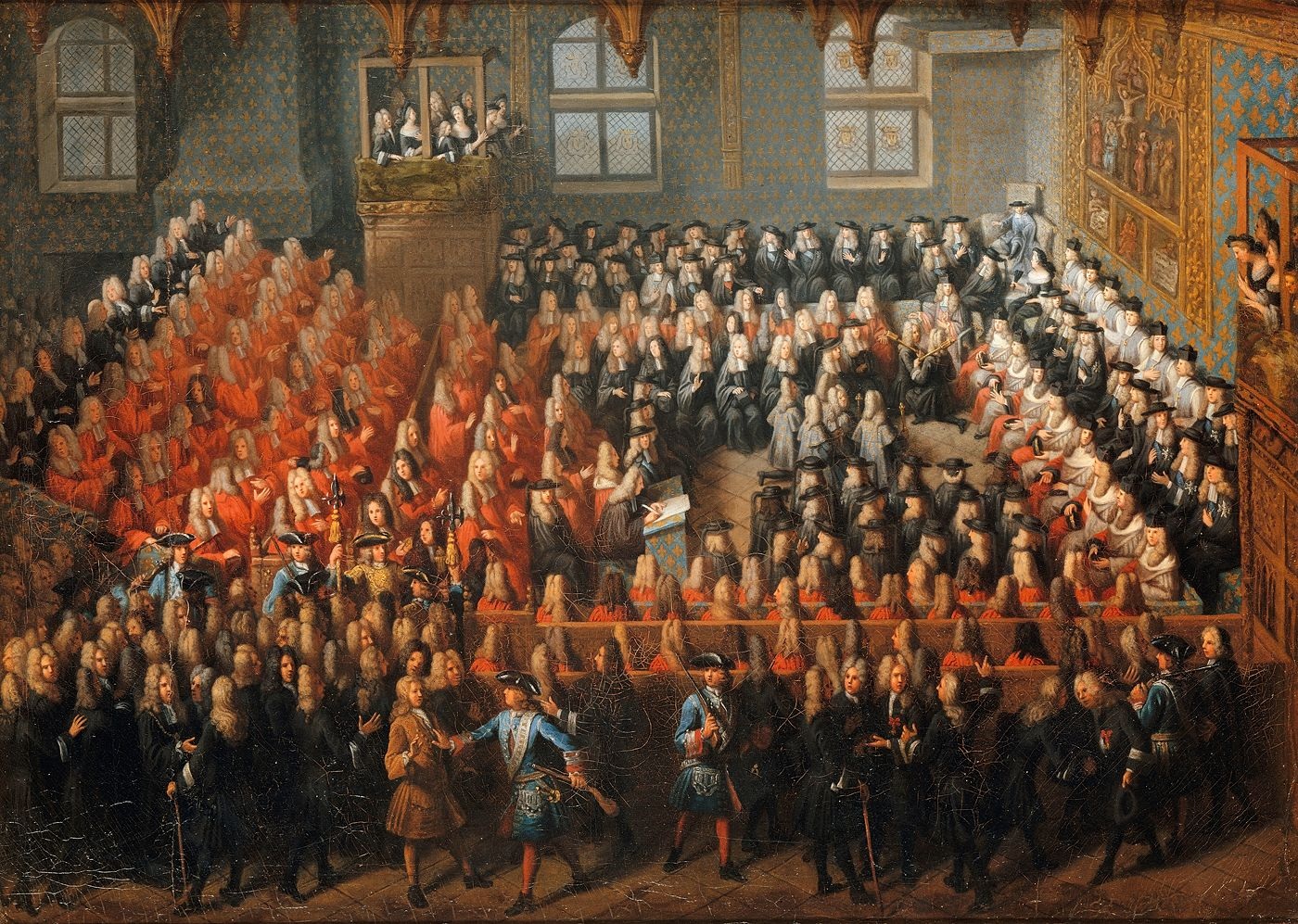
Lit de justice tenu par Louis XV au Parlement de Paris en 1715. On aperçoit les présidents à mortiers au premier rang à droite du tableau, repérables par leur robe rouge à chaperon blanc et leur mortier galonné d'or posé sur les genoux.